# Excoecaria goudotiana
Excoecaria goudotiana là một loài thực vật có hoa trong họ Đại kích. Loài này được (Baill.) Müll.Arg. mô tả khoa học đầu tiên năm 1863.